# Саєд Шуббар Алауї
Саєд Шуббар Алауї (араб. سيد شبر علوي, нар. 11 серпня 1985, Манама) — бахрейнський футболіст, воротар клубу «Ар-Ріффа» і національної збірної Бахрейну.

## Клубна кар'єра
У дорослому футболі дебютував виступами за команду «Аль-Іттіхад» (Бахрейн).
Своєю грою за цю команду привернув увагу представників тренерського штабу клубу «Бусайтін», до складу якого приєднався 2005 року. Відіграв за Відіграв за наступні сім сезонів своєї ігрової кар'єри.
Протягом 2012 року захищав кольори клубу «Сахам». У 2013 році повернувся до клубу «Бусайтін».
З 2013 року три сезони захищав кольори клубу «Ар-Ріффа».
З 2017 року два сезони захищав кольори клубу «Ан-Наджма» (Манама).
До складу клубу «Ар-Ріффа» приєднався 2019 року.

## Виступи за збірну
У 2009 році дебютував в офіційних матчах у складі національної збірної Бахрейну.
У складі збірної був учасником кубка Азії з футболу 2019 року в ОАЕ.
| Дата       | Місто          | Господарі      | Результат  | Гості   | Турнір                       | Голи | Примітки |
| ---------- | -------------- | -------------- | ---------- | ------- | ---------------------------- | ---- | -------- |
| 05-01-2019 | Абу-Дабі       | ОАЕ            | 1 – 1      | Бахрейн | Кубок Азії 2019 - 1-й етап   | -1   |          |
| 10-01-2019 | Дубай (місто)  | Бахрейн        | 0 – 1      | Таїланд | Кубок Азії 2019 - 1-й етап   | -1   |          |
| 14-01-2019 | Шарджа (місто) | Індія          | 0 – 1      | Бахрейн | Кубок Азії 2019 - 1-й етап   | -    |          |
| 22-01-2019 | Дубай (місто)  | Південна Корея | 2 – 1 д.ч. | Бахрейн | Кубок Азії 2019 - 1/8 фіналу | -1   | 102'     |
| Усього     |                | Матчів         | 4          |         | Голів                        | -3   |          |

## Титули і досягнення
- Чемпіон Бахрейну: 2013-14, 2018-19, 2020-21
- Володар Кубка Короля Бахрейну: 2020-21, 2021-22
- Володар Суперкубка Бахрейну: 2022

Збірні
- Переможець Чемпіонату Західної Азії: 2019
- Переможець Кубка націй Перської затоки: 2019